# Paul Dehn
Paul Edward Dehn (* 5. November 1912 in Manchester, England; † 30. September 1976) war ein britischer Drehbuchautor und Filmproduzent.

## Biografie
Paul Dehn war das einzige Kind von Frederick und Helen Dehn. Als Kind besuchte er Schulen in Shrewsbury und Brasenose, später studierte er an der Oxford University.
Zwischen 1936 und 1939 arbeitete er als Filmkritiker und Kolumnist für das Blatt Sunday Referee. 1939 bis 1945 diente er als Major im Zweiten Weltkrieg in der englischen Spionage-Organisation Special Operations Executive. Weil das Hauptquartier in London in der Baker Street Nr. 64 lag, wurden sie auch „The Baker Street Irregulars“ genannt (nach Romanen von Sir Arthur Conan Doyle). Zwischen 1945 und 1953 war er Filmkritiker bei der Sunday Chronicle.
Als Dehn etwa 1950 den Komponisten James Bernard kennenlernte, ergaben sich gemeinsame berufliche Projekte und eine enge Freundschaft. Dehn, der dies nie publik machte, war homosexuell, ebenso Bernard. Die beiden schrieben das Drehbuch zu dem Filmthriller Eine Stadt hält den Atem an und wurden 1952 mit dem Oscar in der damals bestehenden Kategorie „Beste Originalgeschichte“ ausgezeichnet. Weitere bekannte Filme, für die Paul Dehn das Drehbuch schrieb, waren der 1964 produzierte James-Bond-Film Goldfinger und vier der fünf Planet-der-Affen-Filme.
Gleichzeitig war Dehn weiterhin als Filmkritiker tätig, so zwischen 1954 und 1960 bei der News Chronicle und 1960 bis 1963 beim Daily Herald.
Zu Dehns Hobbys zählte die Ornithologie; für kurze Zeit war er Vorsitzender der „Königlichen Gesellschaft für den Vogelschutz“.
Paul Dehn verstarb sehr zurückgezogen. Weder der Sterbeort noch die Todesursache sind gesichert.

## Filmografie (Auswahl)
- 1950: Eine Stadt hält den Atem an (Seven Days to Noon)
- 1964: James Bond 007 – Goldfinger (Goldfinger)
- 1965: Der Spion, der aus der Kälte kam (The Spy Who Came in from the Cold)
- 1966: Anruf für einen Toten (The Deadly Affair)
- 1967: Die Nacht der Generale (The Night of the Generals)
- 1967: Der Widerspenstigen Zähmung (The Taming of the Shrew)
- 1970: Rückkehr zum Planet der Affen (Beneath the Planet of the Apes)
- 1971: Flucht vom Planet der Affen (Escape from the Planet of the Apes)
- 1972: Eroberung vom Planet der Affen (Conquest of the Planet of the Apes)
- 1973: Die Schlacht um den Planet der Affen (Battle for the Planet of the Apes)
- 1974: Mord im Orient-Expreß (Murder on the Orient Express)

## Auszeichnungen (Auswahl)
- 1952: Oscar, Beste Originalgeschichte, für Eine Stadt hält den Atem an
- 1959: BAFTA, Bestes britisches Drehbuch, für Der lautlose Krieg
- 1968: BAFTA-Nominierung, Bestes britisches Drehbuch, für Anruf für einen Toten
- 1975: Oscarnominierung, Bestes adaptiertes Drehbuch, für Mord im Orient-Expreß